# Hermann Alexander Brassert
Hermann Alexander Brassert (* 24. Januar 1875 in London; † 17. Juni 1961) war ein deutsch-amerikanischer Hütten- und Stahlunternehmer. Er spezialisierte sich mit seinem Ingenieurbüro auf die Planung und Errichtung von integrierten Hütten- und Stahlwerken weltweit.

## Leben
Brassert wurde in London geboren, wo sein Vater Alexander Brassert, der Sohn des Dortmunder Berghauptmannes Johann Gustav Brassert, als Großhandelskaufmann im Montanbereich tätig war. Brassert besuchte ein Freiburger Gymnasium und studierte ab Oktober 1897 die US-amerikanischen Hüttenwerke. Er fand 1900 eine Anstellung bei den Stahlwerken Edgar Thomson in Braddock, Pa., stieg dort 1903 zum Betriebsdirektor der Hochöfen auf und wechselte 1905 zur Illinois Steel Company in Chicago. 1908 erhielt er die US-amerikanische Staatsbürgerschaft. In Chicago gründete er 1925 die H. A. Brassert & Company, ein bedeutendes Ingenieurbüro (auch H. A. Brassert Inc., consulting engineers). Die Brassert & Co. unterhielt eine Niederlassung in London.
Am 1. Januar 1933 bekam Brassert den Bauauftrag für das englische Hüttenwerk Corby der Fa. Stewarts & Lloyds, das erste Hüttenwerk der Welt, in dem die Verhüttung saurer Eisenerze nach dem Paschke-Peetz-Verfahren industriell umgesetzt wurde (52° 29′ 54″ N, 0° 39′ 46″ W). Zusammen mit der Gutehoffnungshütte in Oberhausen baute er das Werk innerhalb eines Jahres auf; der erste Hochofen wurde am 8. Mai 1934 angeblasen.
Paul Pleiger, der spätere Beauftragte für die Errichtung der Reichswerke Hermann Göring, hatte das Werk in Corby besichtigt und die wirtschaftliche Machbarkeit der Verhüttung saurer Erze bestätigt gefunden. Als 1937 der Beschluss zur Errichtung eines vertikal integrierten Berg- und Hüttenbetriebes auf Deutschlands größter Eisenerzlagerstätte gefasst wurde, verpflichtete man Brassert, das neue Hüttenwerk in Salzgitter-Watenstedt zu planen und zu bauen.
Später erhielt Brassert auch noch den Auftrag zum Bau der Eisenwerke Oberdonau in Linz.
Im Oktober 1939 verließ er angesichts des Kriegsausbruches gemeinsam mit seinem Stab britischer und amerikanischer Ingenieure Hitlerdeutschland. Die Übergabe der Unterlagen und Zahlungen an Brassert wurden in einem Aufhebungsvertrag geregelt.
Brassert hielt mehrere US-Patente im Bereich der Eisen- und Stahlerzeugung.